# Пустинна брадавичеста свиня
Пустинна брадавичеста свиня (Phacochoerus aethiopicus) е вид бозайник от семейство Свиневи (Suidae). Видът е незастрашен от изчезване.

## Разпространение
Видът е разпространен в Етиопия, Кения и Сомалия.
Регионално е изчезнал в Южна Африка.

## Основни характеристики

### Размер на тялото
- Дължина: 120 – 130 см;
- Дължина на опашката: 45 см;
- Височина при плешката: 65 – 80 см;
- Телесна маса: 60 – 140 кг.

### Размножаване
Полова зрялост: на 18 месеца
Бременост: 170 – 175 дни
Потомство: обикновено 3 – 4 малки, но са наблюдавани и 7 малки в едно котило

### Начин на живота
Поведение: живеят в семейства – така нареченото свинско стадо; за местоживеене избират изоставени дупки на тръбозъба или естествени вдлъбнатини под скалите.
Храна: треви, тревисти растения, грудки и корени
Продължителност на живота: в дивата природа – неизвестно, в плен – до 18 г.

### Сродни видове
Пустинната брадавическа свиня е единствен представител на рода си, но нейни близки родственици са гигантската горска свиня и речната свиня.